# Leptosiella hefferni
Leptosiella hefferni är en skalbaggsart som beskrevs av Morati och Joseph Huet 2004. Leptosiella hefferni ingår i släktet Leptosiella och familjen långhorningar. Inga underarter finns listade i Catalogue of Life.